# Viera Ellong
Viera Ellong (Douala, 17 de junho de 1987) é um futebolista profissional guineense que atua como meia.

## Carreira
Viera Ellong representou o elenco da Seleção Guinéu-Equatoriana de Futebol no Campeonato Africano das Nações de 2015.